# Hemigordiopsinae
Hemigordiopsinae es una subfamilia de foraminíferos bentónicos de la familia Hemigordiopsidae, de la superfamilia Cornuspiroidea, del suborden Miliolina y del orden Miliolida. Su rango cronoestratigráfico abarca desde el Viseense (Carbonífero inferior) hasta la Actualidad.

## Clasificación
Hemigordiopsinae incluye a los siguientes géneros:
- Agathammina †
- Gordiospira
- Hemigordiopsis †
- Hemigordius †
- Lysites †
- Nodogordiospira †
- Orthella †
- Orthovertella †

Otros géneros considerados en Hemigordiopsinae son:
- Conicocornuspira †, aceptado como Hemigordius
- Gansudiscus †, aceptado como Hemigordiopsis
- Glomomidiellopsis †, también considerado en la Familia Neodiscidae
- Hemigordiella †, aceptado como Hemigordius
- Midiella †, considerado subgénero de Hemigordius, Hemigordius (Midiella)
- Neoangulodiscus †, aceptado como Hemigordius
- Okimuraites †, considerado subgénero de Hemigordius, Hemigordius (Okimuraites)
- Ondogordius †, aceptado como Hemigordius